# Литивля
Литивля — деревня в Краснинском районе Смоленской области России. Входит в состав Двуполяновского сельского поселения. До 12 августа 2024года входила в состав Малеевского сельского поселения.
Население — 115 жителей (2007 год).

## География
Расположена в западной части области в 11 км к северо-западу от Красного, в 9 км южнее автодороги М1 «Беларусь», на берегу реки Свиная. В 8 км севернее деревни расположена железнодорожная станция О.п. 471-й км на линии Москва — Минск.

## История
В годы Великой Отечественной войны деревня была оккупирована гитлеровскими войсками в июле 1941 года, освобождена в сентябре 1943 года.